# Tag der Gründung der Partei der Arbeit Koreas

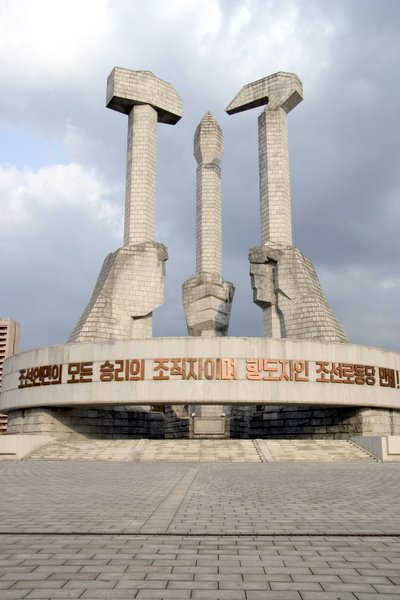
Monument zur Gründung der Partei der Arbeit Koreas

Der Tag der Gründung der Partei der Arbeit Koreas ist ein Nationalfeiertag in Nordkorea. Er findet jährlich am 10. Oktober statt. Die Partei der Arbeit Koreas wurde an diesem Tag im Jahr 1945 gegründet.
Zu den Feierlichkeiten gehören Militärparaden, Massentänze und kollektive Ehrerbietungen vor den in mehreren nordkoreanischen Städten errichteten Bronzefiguren von Kim Il-sung, wie dem Großmonument Mansudae. Ebenso sind Fackelmärsche, die mit mehreren tausend Kindern auf dem Kim-Il-sung-Platz ausgetragen werden, Tradition. Diese werden bereits Monate zuvor sechs Stunden täglich auf verschiedenen Plätzen Pjöngjangs einstudiert.